# Government of India Act de 1833
Le Saint Helena Act 1833, Charter Act 1833 ou Government of India Act 1833 est une loi adoptée par le Parlement du Royaume-Uni à propos de l'administration de l'Inde britannique. Avec cet acte, William Cavendish-Bentinck devient gouverneur général des Indes. L'acte modifie également d'autres points de la gouvernance de la colonie, et sera remplacé par un nouvel acte en 1915. 
L'acte concerne aussi l'île de Sainte-Hélène qui passe directement sous le contrôle de la couronne britannique alors qu'elle était avant sous le contrôle de la Compagnie britannique des Indes orientales. 